# Olympiska bojkotten

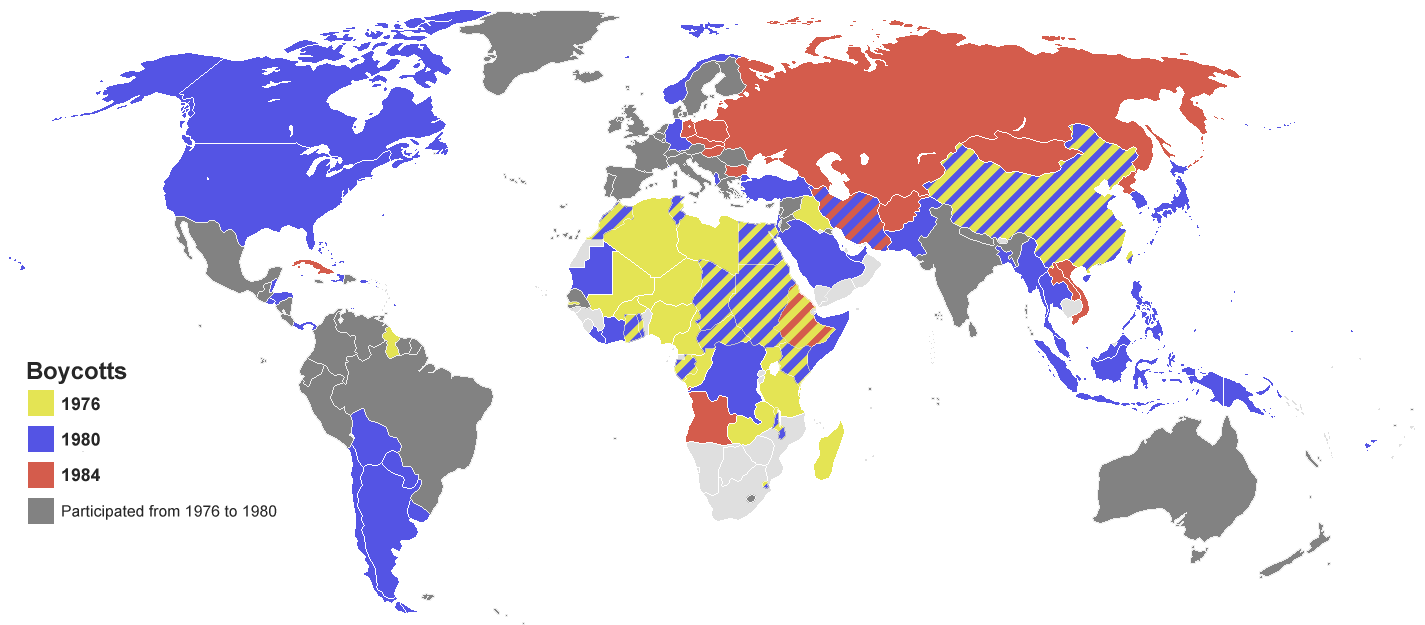
Ofullständig karta över olympiska bojkotter där 1980 års olympiska spel visas i blått.

Olympiska bojkotten vid olympiska sommarspelen 1980 i Moskva var en del av en serie händelser som initierades av USA för att protestera mot Sovjetunionens invasion av Afghanistan. Bojkotten föranledde en bojkott vid de olympiska sommarspelen 1984 av Sovjetunionen och kommunistvänliga länder som svar på bojkotten.

## Bakgrund
Som ett resultat av att Sovjetunionen invaderade Afghanistan 1979 utfärdade USA:s president Jimmy Carter ett ultimatum den 28 januari 1980, i vilket det framgick att USA skulle bojkotta de olympiska spelen i Moskva såvida inte Sovjets trupper drog sig tillbaka från Afghanistan inom en månad. Bojkottens för- och nackdelar diskuterades av Bilderberggruppen i Aachen framemot slutet av april. Debatten berörde frågan huruvida bojkotten skulle kunna uppfattas på en global nivå som en sentimental snarare än strategisk aktion. En afrikansk representant vid mötet menade att en bojkott skulle vara en effektiv symbolisk protest eftersom det då kommer visas tydligt för Sovjetunionens medborgare, oavsett om själva händelsen föranleder ett gensvar eller inte. Carteradministrationen utövade hård press mot de övriga NATO-länderna, som inte alla var eniga med bojkottförslaget. Den tyska förbundskanslern Helmut Schmidt beklagade USA:s attityd om att de allierade bara "skulle göra vad de var tillsagda." Boxaren Muhammad Ali skickades av administrationen till Tanzania, Nigeria och Senegal för att övertyga deras ledare att gå med i bojkotten. Alis offentliga kommentarer i Tanzania var dock inte uppskattade i den amerikanska pressen och det diplomatiska uppdraget sågs i sig själv som ett misslyckande.
USA fick till slut med sig några länder i bojkotten, däribland Japan, Västtyskland (med liten marginal lyckades Schmidt övertyga den nationella olympiska kommittén att inte skicka ett lag), Kina, Filippinerna, Argentina och Kanada. Vissa av dessa deltog i de olympiska bojkottspelen i Philadelphia. Storbritannien, Frankrike och Australien stödde bojkotten men tillät idrottare att delta om de så ville och lämnade det slutgiltiga beslutet om deltagande till sina respektive nationella olympiska kommittéer och de individuella idrottarna. Både Storbritannien och Frankrikes delegation var mycket mindre än vanligt, och de brittiska delegaterna inom ridsport, hockey och segling bojkottade spelen totalt. Trots detta var Storbritanniens delegation den största i västra Europa, med 170 idrottare som tävlads.
Spanien, Italien, Sverige, Island och Finland var andra västländer som deltog i spelen. De italienska idrottare som tillhörde militären deltog dock inte eftersom regeringen stödde bojkotten, och detta påverkade många händelser. Vissa USA-födda tävlanden som var medborgare i andra länder såsom Italien och Australien tävlade i Moskva. Vid öppnings- och avslutningsceremonierna marscherade många idrottare, såsom Australien, Andorra, Belgien, Danmark, Frankrike, Storbritannien, Irland, Italien, Luxemburg, Nederländerna, Portugal, Puerto Rico, San Marino, Spanien och Schweiz, under den olympiska flaggan istället för sina respektive nationella, vilket Sovjets media ignorerade totalt. Även om Nya Zeelands regering dessutom officiellt stödde bojkotten tävlade fyra idrottare från landet självständigt men marscherade ändå under sin nationella flagga. 16 länder var därmed inte representerade av sina nationella flaggor, och den olympiska hymnen ersatte deras nationalsånger vid medaljceremonierna. Det var därigenom några ceremonier där tre olympiska flaggor hissades.
Trots att bara 80 nationer deltog sattes fler världsrekord i Moskva än i olympiska sommarspelen 1976.

## Länder som icke deltog
65 länder deltog inte trots att de var inbjudna. Vissa deltog inte av andra anledningar än bojkotten såsom ekonomiska. Qatar var inte inbjudna.

- Albanien
- Antigua och Barbuda
- Argentina
- Bahamas
- Bahrain
- Bangladesh
- Barbados
- Belize
- Bermuda
- Bolivia
- Kanada
- Caymanöarna
- Centralafrikanska republiken
- Tchad
- Chile
- Kina
- Republiken Kina
- Elfenbenskusten
- Egypten
- El Salvador
- Fiji
- Gabon
- Gambia
- Ghana
- Haiti
- Honduras
- Hongkong
- Indonesien
- Iran
- Israel
- Japan
- Kenya
- Sydkorea
- Liberia
- Liechtenstein
- Malawi
- Malaysia
- Mauritius
- Monaco
- Marocko
- Nederländska Antillerna
- Niger
- Norge
- Pakistan
- Panama
- Papua Nya Guinea
- Paraguay
- Filippinerna
- Qatar
- Saudiarabien
- Singapore
- Somalia
- Sudan
- Surinam
- Swaziland
- Thailand
- Togo
- Tunisien
- Turkiet
- Förenade Arabemiraten
- USA
- Uruguay
- Amerikanska Jungfruöarna
- Västtyskland
- Zaire

## Ändrade deltagare
16 nationer deltog men paraderade utan sin nationella flagga.

### Nationer som inte deltog i öppningsceremonin
7 länder deltog inte i öppningsceremonin:

- Belgien
- Frankrike
- Italien
- Luxemburg
- Nederländerna
- San Marino
- Schweiz

### Nationer under olympiska flaggan av tävlandena själva
4 nationer deltog under spelen under den olympiska flaggan och av sina egna idrottare:
- Australien
- Andorra
- Danmark
- Puerto Rico

### Länder som tävlade under olympiska kommitténs flagga
- Spanien
- Portugal
- Nya Zeeland

## Följder
De påföljande olympiska sommarspelen 1984 i Los Angeles innebar en annan bojkott som påbörjades av Sovjetunionen, som den 8 maj 1984 klargjorde att landet skulle bojkotta spelen i Los Angeles på grund av de "chauvinistiska sentiment och den anti-Sovjet-hysteri som skapats i USA." 13 länder deltog, alla allierade till Sovjet. Totalt 14 länder bojkottade därmed. Iran och Albanien var de enda som bojkottade båda spelen.